# Henri Ekhard Greve
Henri Ekhard Greve (Ambarawa, Java, 30 december 1878 - Den Haag, 24 december 1957) was een Nederlands bibliothecaris. Hij wordt gezien als de grondlegger van het openbare bibliotheekwerk in Nederland. Hij was van 1919 tot 1948 directeur van de openbare bibliotheek in Den Haag. Van 1908 tot 1951 was hij bestuurslid van de Centrale Vereeniging voor Openbare Leeszalen en Bibliotheken, die hij mede had opgericht. Hij heeft een grote bijdrage geleverd aan de vaktechnische ontwikkeling van het openbare bibliotheekwerk in Nederland, maar ook aan de organisatorische ontwikkeling van de sector en aan de invoering van subsidiëring door de rijksoverheid.

## Biografie
Greve werd in Nederlands-Indië geboren als zoon van een officier in het Koninklijk Nederlandsch-Indisch Leger. Na het gymnasium in Den Haag en Kampen studeerde hij Nederlandse letteren en staatswetenschappen aan de Universiteit van Amsterdam. Hij was als gymnasiast en student journalistiek actief; in 1900-1901 was hij redactielid van het studentenweekblad Propria Cures.
In 1906 promoveerde hij tot doctor in de staatswetenschappen op het proefschrift Openbare leesmusea en volksbibliotheken. In dit proefschrift pleitte hij voor het instellen van openbare bibliotheken voor een algemeen publiek in Nederland als instrument voor volksontwikkeling. Op dat moment waren er pas zes openbare 'leeszalen' in Nederland, naast op liefdadigheid gebaseerde volksbibliotheken, en leesmusea of leeskabinetten voor de meer gegoede burgerij. Greves proefschrift werd ook in het Duits vertaald.
Van 1906 tot 1910 werkte Greve bij de bibliotheek van de Tweede Kamer. Van 1910 tot 1918 was hij hoofd van de afdeling documentatie bij de Koninklijke Bibliotheek. In 1908 werd hij lid van het bestuur van de Openbare Leeszaal en Bibliotheek in Den Haag waar hij in 1919 directeur werd. Onder zijn leiding ontwikkelde de Haagse openbare bibliotheek zich tot een model voor de openbare bibliotheken in Nederland. Greve had een duidelijk opvoedkundige kijk op collectievorming: de nadruk lag op wetenschappelijke boeken en 'goede' literatuur. De collectie bevatte maar weinig ontspanningslectuur.
Van 1914 tot 1921 was Greve privaatdocent bibliotheconomie en bibliografie aan de Universiteit van Amsterdam. Hij gaf in oktober 1914 zijn oratie met als titel De wetenschappelijke beoefening der bibliotheconomie.
Greve speelde een belangrijke rol in de ontwikkeling van het openbare bibliotheekstelsel in Nederland. In 1908 was hij betrokken bij de oprichting van de Centrale Vereeniging voor Openbare Leeszalen en Bibliotheken, waarvan hij tot en met 1951 secretaris (en vaak ook penningmeester) was. Hij slaagde erin om de openbare bibliotheken te laten subsidiëren door het rijk en besteedde aandacht aan de vakopleiding van bibliotheekmedewerkers. In 1944 werd hij bij de Centrale Vereeniging ook inspecteur der openbare bibliotheken. Van 1916 tot 1948 was hij redactievoorzitter van het vakblad Bibliotheekleven.
Na de Tweede Wereldoorlog kwam er vooral vanuit de openbare bibliotheken op confessionele grondslag kritiek op Greves visie op het bibliotheekwerk en zijn dominante positie. Hierbij ging het onder andere om Greves verzet tegen het subsidiëren van openbare bibliotheken met hoofdzakelijk ontspanningslectuur in de collectie; hieronder waren veel confessionele openbare bibliotheken.
Greve ging in 1948 met pensioen als directeur van de openbare bibliotheek in Den Haag. Hij had eigenlijk al in 1943 met pensioen moeten gaan, maar had dit in overleg met het bestuur uitgesteld om te voorkomen dat er een NSB'er als zijn opvolger zou worden benoemd.  In 1951 trad hij om gezondheidsredenen af als inspecteur en als bestuurslid van de Centrale Vereniging. 

## Publicaties (selectie)
- 1906 Openbare leesmusea en volksbibliotheken.(Proefschrift UvA)
- 1930 Praktijk en theorie der titelbeschrijving
- 1933 Geschiedenis der leeszaalbeweging in Nederland
- 1941 Theorie van den catalogus